# Черепашки-ниндзя: Погром мутантов 2
Безымянный сиквел мультфильма «Черепашки-ниндзя: Погром мутантов» — будущий американский анимационный супергеройский фильм, основанный на комиксах о Черепашках-ниндзя, созданных Питером Лэрдом и Кевином Истменом. Режиссёр мультфильма — Джефф Роу, сорежиссёры — Кайлер Спирс и Яшар Кассаи.
Картина выйдет в американский прокат 17 сентября 2027 года.

## Производство
В июне 2022 года CEO компании Paramount Pictures Брайан Роббинс заявил о планах студии на создание нескольких продолжений полнометражного мультфильма «Черепашки-ниндзя: Погром мутантов» (2023). В июле 2023 года режиссёр проекта Джефф Роу заявил в интервью о том, что хотел бы снять сиквел, в котором появится персонаж Шреддер. Позднее в том же месяце Variety сообщил о разработке сразу двух продолжений «Погрома мутантов», а именно полнометражного мультфильма и мультсериала «Черепашки-ниндзя: Истории» (2024), который будет выходить на стриминговом сервисе Paramount+. Роу вернётся к режиссуре в продолжении, а Point Grey Pictures будет отвечать за производство мультфильма. К своим должностям также вернулись продюсеры Сет Роген, Эван Голдберг, Джеймс Уивер и Джош Фейджен; к ним присоединилась Рэмси Макбин, исполнительный продюсер первой части.
В апреле 2024 года сорежиссёрами мультфильма стали Кайлер Спирс и Яшар Кассаи, сорежиссёр и художник-постановщик «Погрома мутантов» соответственно. В июле 2024 года Роген заявил в интервью, что на тот момент уже было утверждено название мультфильма и завершена работа над аниматиками. В декабре студия Mikros Animation, ответственная за визуальную составляющую «Погрома мутантов», заявила, что будет работать над продолжением. В феврале 2025 года Technicolor Group, материнская компания Mikros, объявила о закрытии из-за финансовых трудностей и неудачных поисков новых инвесторов. В связи с этим студия была вынуждена приостановить работу над актуальными на тот момент проектами, в том числе над сиквелом «Погрома мутантов» и мультфильмом «Щенячий патруль: Динофильм» (2026). В марте компания Rodeo FX приобрела парижское и канадское подразделения Mikros с целью продолжения работы над проектами.
К 2023 году работа над сценарием уже началась. Шреддер изначально должен был быть главным злодеем «Погрома мутантов», однако сценаристы в конечном итоге решили не включать его в сюжет — им хотелось, чтобы антагонистом был мутант, который сопереживал бы черепашкам-ниндзя, чтобы ему было проще их совратить. Роу заявил, что Шреддер в сиквеле будет одним из самых значимых персонажей, однако в центре внимания по-прежнему будут черепахи. При создании антагониста создатели ориентировались на образ Джокера из фильма «Тёмный рыцарь» (2008) в исполнении Хита Леджера. Режиссёр также заявил о намерении показать Шреддера иным образом, чтобы он отличался от предыдущих воплощений персонажа и при этом не порочил замысел создателей; а позднее пообещал, что тот будет более грозным, чем Суперфлай, главный антагонист «Погрома мутантов».

## Премьера
Мультфильм выйдет в американский прокат 17 сентября 2027 года. Изначально премьера была запланирована на 9 октября 2026 года, однако в этот день был назначен выпуск мультфильма «Легенда об Аанге: Последний маг воздуха». По данным Animation Magazine, причиной переноса стали некие задержки в производстве.